# Thysanopyga distincta
Thysanopyga distincta là một loài bướm đêm trong họ Geometridae.